# Emilia Boncodin

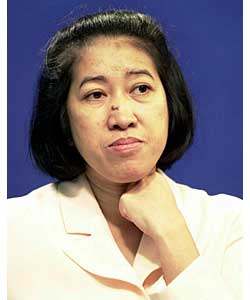
Emilia Boncodin

Emilia Boncodin (* 1955 in Iriga City, Philippinen; † 15. März 2010 in Quezon City) war eine philippinische Politikerin.

## Biografie
Emilia Boncodin absolvierte ihre Schulausbildung als Primus Omnium an der Iriga Central Pilot School sowie am St. Anthony College in Iriga City und studierte danach Betriebswirtschaftslehre sowie Buchführung. Dieses Studium beendete sie 1975 mit einem Bachelor of Science (B.S.) in Business Administration and Accountancy und legte als fünfzehnbeste Studentin der Philippinen im gleichen Jahr ihr Examen vor der Prüfungskommission der staatlich anerkannten Buchprüfer (Certified Public Accountants Board Examinations) ab.
Den überwiegenden Teil ihrer anschließenden beruflichen Laufbahn verbrachte sie im heutigen Haushaltsministerium (Department of Budget and Management, DBM), dem damaligen Office of Budget and Management. Zunächst wurde sie 1978 Leitende Specialistin für Steuerplanung (Senior Fiscal Planning Specialist) und dann bereits 1982 mit 27 Jahren Abteilungsleiterin. Später wurde sie Direktorin des Büros für Budget und Management und schließlich verantwortliche Mitarbeiterin des Haushaltsbüros der Regierungskörperschaften (Government Corporations Budget Bureau) im 1987 geschaffenen Haushaltsministerium.
Später erfolgte ihre Berufung zum Lecturer an der Nationalen Hochschule für öffentliche Verwaltung und Regierung (National College of Public Administration and Governance (NCPAG)) der University of the Philippines sowie dem Lyceum of the Philippines University. Darüber hinaus absolvierte sie ein Postgraduiertenstudium in öffentlicher Verwaltung an der Harvard University als Edward S. Mason-Fellow und schloss dieses mit einem Master of Science in Public Administration (M.Sc.Publ.Adm.) ab.
1989 wurde sie zunächst Assistentin des Haushaltsministers (Assistent Secretary) und dann 1991 Stellvertretende Haushaltsministerin (Undersecretary of DBM).
Im Jahr 2001 berief Präsidentin Gloria Macapagal-Arroyo sie schließlich zur Haushaltsministerin (Secretary of the Department of Budget and Management) in ihr Kabinett.
Als solche trat sie 2005 wegen der aufkommenden Vorwürfe des Wahlbetrugs und der Wahlfälschung gegen die Präsidentin aufgrund der sogenannten „Hello-Garci-Affäre“ ebenso wie neun weitere Minister zurück. Der Skandal bezog sich auf ein mitgeschnittenes Telefongespräch zwischen einer Frau, vermutlich der Präsidentin, und einem Mann, vermutlich dem Leiter der staatlichen Wahlkommission (Commission on Elections Commissioner) Virgilio Garcillano, vermutlich über einen Plan zur Manipulation der Ergebnisse der Präsidentschaftswahlen von 2004.
2009 wurde sie Mitglied des Vorstands der Petron Corporation, des größten Erdölunternehmens der Philippinen.
Emilia Boncodin starb an den Folgen eines Herzanfalls im Nationalen Nieren- und Transplantationsinstitut in Quezon City nach einer fehlgeschlagenen Nierentransplantation. Sie litt schon seit Längerem erneut an Nierenproblemen, nachdem sie sich bereits 2005 einer Nierentransplantation unterzogen hatte.